# Федерація сквошу України
Федера́ція сквошу Украї́ни — національна спортивна федерація зі сквошу. Член Європейської і Всесвітньої федерації сквошу. Тісно співпрацює зі Спортивним комітетом України.
Основною метою діяльності є розвиток і популяризація юніорського, любительського та професійного сквошу в Україні.
Має осередки в Херсонській, Закарпатській, Черкаській, Одеській, Львівській областях та м. Києві.

## Передісторія
В Україні датою народження сквошу вважається 1999 рік, коли в елітному клубі закритого типу («Kievsportclub») побудували перший корт. За 4 роки потому (у 2003 році) у Києві пройшов перший індивідуальний турнір з цієї гри. Офіційним видом спорту Україна визнала сквош лише в 2005-му.

## Історія
Датою утворення Федерації є 2004-й рік. Вже наступного року організація була зареєстрована органами Міністерства юстиції України. Очолив тоді новостворену установу майстр спорту з тенісу Роман Долинич
У квітні 2005 року ФСУ стала повноправним членом Європейської федерації. У цьому ж році відбулися перші змагання українських сквошистів на чемпіонаті Європи. Саме цей рік вважається початком розвитку сквошу в Україні, коли вітчизняні спортсмени отримали можливість брати участь в офіційних змаганнях, що проводяться під егідою Європейської федерації.
12-14 вересня 2014 року — перші 11 осіб успішно пройшли атестатацію по суддівству. А вже за рік у 2015 році ФСУ сприяла в організації поїздки українських спортсменів на навчальні тренерські курси 1 і 2 рівня, організовані ESF.
4-7 червня 2014 року у французькому Валансьєне українські спортсмени дебютували на індивідуальному чемпіонаті Європи, на якому Україну представили відразу кілька гравців. Вперше, крім наших чоловіків Сорочинського і Федорука, наша країна була представлена і в жіночій першості. Надія Усенко стала наймолодшою учасницею (14 років) турніру, але вона вже встигла заявити про себе на міжнародній арені, в тому числі виступивши на дорослому командному чемпіонаті Європи і зайнявши лідерську позицію в рейтингу ESF.
У 2016 за підтримки Федерації сквошу України і під егідою PSA (Професійна асоціація сквошу) в Києві вдруге було проведено міжнародний турнір зі сквошу «PARETI Squash Open 2016».
У 2017 році НУФВСУ включила сквош в перелік видів спорту, які буде вести кафедра спортивних ігор.
З 2019 року президентом ФСУ є Яков Кутковський.

## Розвиток дитячого сквошу
Найголовнішим досягненням є те, що з кожним роком діти грають набагато більше. Національний рейтинг серед юніорів від 11 до 17 років, налічує вже понад 200 дітей з різних міст України.
2000—2005 — в Україні було всього три юніори, які представляли країну на міжнародній арені. Це — Кондратенко Дмитро, Закомлістов Сергій і єдина дівчина Співак Анастасія.
2010—2015 — в цей період з'явилися такі відомі юніори як Пресман Ілля, Сікора Артур, Буслюк Владислав, Кравчук Андрій. На окрему увагу заслуговує поява на євро арені Усенко Надії і Бушми Аліни.
12 січня 2011 року відбулось відкриття Дитячої Академії сквошу на базі СК «Петрохолдінг» для наймолодших гравців віком від 5 до 15 років. І вже за 3 роки Україна вперше була представлена на молодіжному чемпіонаті Європи U-15. Тріо в особі Надії Усенко, Артура Сікори та Іллі Пресмана зайняло на КЧЄ-2014 у Празі — 8 місце.
У 2019 році Аліна Бушма стала 1-ю ракеткою в європейському рейтингу ESF Junior 2018-19 серед дівчат.
На попочатку 2020 року юніори Дмитро Щербаков (BU15) і Христина Бегеба (GU13) очолили рейтинг ESF європейської федерації сквошу (на 11-ому тижні).

## Розвиток професійного сквошу
У 2020 році відбулося 37 турнірів зі сквошу в Україні. 43 турніри, включно з Ukrainian Junior Open 2020, Чемпіонатом України серед юніорів та Кубком України серед дорослих, було скасовано або перенесено на березень 2021 року.
Командні чемпіонати Європи серед юніорів, жінок та чоловіків не відбулися, адже міжнародний календар теж зазнав змін.

## Розвиток любительського сквошу
У 2020 році кількість гравців-любителів у сквош збільшилась на 20 % у порівнянні з 2019 роком. За минулий рік, у Києві з'явились 5 нових кортів для гри у сквош.